# 브금저장소
브금저장소는 본인이 가진 음악 파일을 자유롭게 업로드하며 음악 파일을 서로 공유하고 내려받고, 또한  해당 브금을 HTML로 개인 웹페이지에 퍼갈 수 있게 2012년도에 제작된 것으로 알려진 대한민국의 사이트이다. 

## 몰락
전성기였던 2013~2014년을 기점으로 점점 인기가 시들해져 갔으며 2022년 3월 페이스북에 올린 글을 마지막으로 공지가 뜨지 않고 있다. 현재는 운영자가 회원탈퇴를 일부러 없애놓고 잠적하면서 방치되어 회원탈퇴가 없는 사이트가 되어버렸다 한다.

## 같이 보기
- SWF (파일 형식)